# Rudolf von Berger

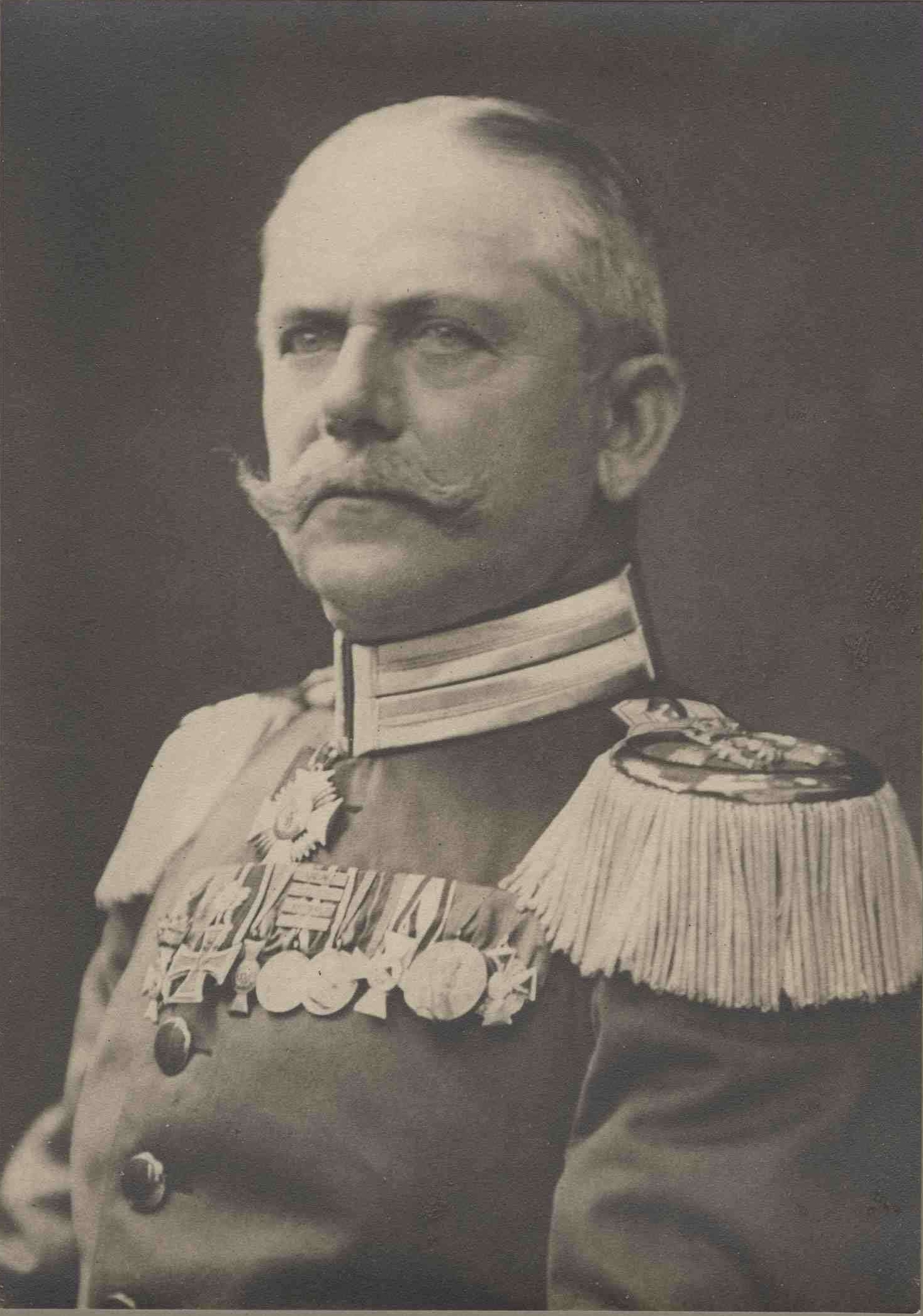
Rudolf von Berger als Oberst (nach 1903)

Rudolf Berger, ab 1895 von Berger, (* 18. Juni 1848 in Ulm; † 1. März 1929 in Stuttgart) war ein württembergischer Generalleutnant und Kommandeur der 26. (Württembergische) Landwehr-Division im Ersten Weltkrieg.

## Leben

### Herkunft
Rudolf Berger war ein Sohn des gleichnamigen württembergischen Oberst Rudolf von Berger (1814–1870) und dessen Ehefrau Emilie Marie, geborene Knapp (* 1816). Sein Vater starb als Kommandant des 1. Infanterie-Regiments „Königin Olga“ an seinen schweren Verwundungen, die er sich im Krieg gegen Frankreich in der Schlacht bei Villiers zugezogen hatte. Ebenso fiel sein Bruder Hermann (1849–1870) als Kriegsfreiwilliger.
Er besuchte das Gymnasium und später von Herbst 1865 bis Juli 1870 das Polytechnikum in Stuttgart.

### Militärkarriere
Berger trat am 3. November 1868 als Einjährig-Freiwilliger in das 2. Jäger-Bataillon der Württembergischen Armee ein und wurde anschließend zur Reserve entlassen. Von Anfang April bis Anfang Juni 1870 war er zur Dienstleistung eingezogen. Bei der Mobilmachung anlässlich des Krieges gegen Frankreich wurde er am 18. Juni 1870 zu seiner Stammformation einberufen und avancierte einen Monat später zum Portepeefähnrich. Berger nahm an den Schlachten bei Wörth und Sedan teil. Während der Belagerung von Paris wurde er am 2. Dezember 1870 beim Sturm auf Champigny schwer verwundet. Am 30. Dezember 1870 erfolgte seine Ernennung zum Leutnant auf Kriegsdauer.
Nach dem Friedensschluss erhielt Berger Ende Juni 1871 das Eiserne Kreuz II. Klasse und wurde am 15. November 1871 mit seinem Jäger-Bataillon als Füsilier-Bataillon in das 1. Infanterie-Regiment „Königin Olga“ eingegliedert. Nach einer Verwendung als Linienoffizier war Berger von Oktober 1873 bis April 1874 als Inspektionsoffizier an der Kriegsschule Ludwigsburg kommandiert. Er rückte am 1. März 1875 zu Premierleutnant auf und wurde mit der Beförderung zum Hauptmann am 26. Februar 1883 Kompaniechef. Zunächst noch ohne Patent erfolgte am 26. Dezember 1891 seine Beförderung zum Major und nachdem er Ende März 1892 das Patent zu seinem Dienstgrad erhalten hatte, wurde Berger am 24. Februar 1893 als Bataillonskommandeur in das Infanterie-Regiment (Kaiser Wilhelm König von Preußen) Nr. 120 versetzt. Am 24. Februar 1893 wurde er Bataillonskommandeur im Infanterie-Regiment „Kaiser Wilhelm, König von Preußen“ (2. Württembergisches) Nr. 120. In dieser Funktion verlieh ihm König Wilhelm II. am 30. November 1895 das Ritterkreuz seines Militärverdienstordens. Damit verbunden war die Erhebung in den persönlichen, nicht vererbbaren württembergischen Adelsstand und er durfte ab diesem Zeitpunkt das Prädikat „von“ in seinem Namen tragen. In die Präbende zu dieser Auszeichnung wurde er am 19. April 1897 eingewiesen.
Am 15. Juni 1898 beauftragte man ihn mit den Funktion des etatmäßigen Stabsoffiziers im Infanterie-Regiment „Kaiser Friedrich, König von Preußen“ (7. Württembergisches) Nr. 125, bevor er mit der Beförderung zum Oberstleutnant am 18. August 1898 die Ernennung zu dieser Stellung erhielt. Ab dem 22. Juli 1900 war er mit der Führung des Grenadier-Regiments „Königin Olga“ Nr. 119 beauftragt. Als Oberst war er vom 18. Januar 1901 bis zum 23. April 1904 Regimentskommandeur. Anschließend mit der Führung der 51. Infanterie-Brigade (1. Königlich Württembergische) beauftragt, erfolgte unter Beförderung zum Generalmajor am 14. Juni 1904 seine Ernennung zum Kommandeur dieser Brigade. Im Mai 1906 wurde er zu den Offizieren von der Armee versetzt und im Juni des Jahres zum Kommandanten von Stuttgart ernannt. Zugleich war er seit dem 19. Juni mit der Wahrnehmung der Geschäfte des Vorstandes des Ober-Rekrutierungsrates beauftragt. In Genehmigung seines Abschiedgesuches wurde Berger am 14. April 1907 unter Verleihung des Charakters als Generalleutnant mit Pension zur Disposition. Zehn Tage später erfolgte auch die Enthebung von der Dienststellung als Vorstand der Ober-Rekrutierungsrates.
Mit Ausbruch des Ersten Weltkriegs wurde Berger reaktiviert und als Kommandeur der stellvertretende 54. Infanterie-Brigade (4. Königlich Württembergische) in Ulm verwendet. Ab dem 13. November 1914 übernahm er für den schwer erkrankten Generalleutnant Gustav von Steinhardt das Kommando über die 51. Ersatz-Infanterie-Brigade, die ab dem 22. März 1917 zur 247. Infanterie-Brigade formierte. Der Großverband kam ausschließlich an der Westfront zum Einsatz und Berger erhielt für sein Wirken am 25. Februar 1915 die Schwerter zum Kommenturkreuz des Ordens der Württembergischen Krone, am 20. Dezember 1916 das Kommentur I. Klasse des Friedrichs-Ordens mit Schwertern sowie im April 1917 die Erlaubnis zur Annahme des Roten Adlerordens II. Klasse mit Schwertern.
Seinen 70. Geburtstag, verbunden mit dem 50-jährigen Militärdienstjubiläum beging Berger im Schützengraben. Am 18. Juli 1918 wurde er Kommandeur der 26. (Württembergische) Landwehr-Division, mit welcher er an der Vogesenfront im Abschnitt zwischen Jungholz und Oberaspach eingesetzt war. Nach dem Waffenstillstand von Compiègne führte er seine Division in die Heimat zurück, wo sich der Stab am 7. Dezember 1918 in Ulm auflöste. Damit endete auch seine Mobilmachungsbestimmung und er trat in den Ruhestand.
Rudolf von Berger verstarb am 1. März 1929 achtzigjährig infolge einer Lungenentzündung in seiner Wohnung in Stuttgart. Seine letzte Ruhestätte fand er auf dem Stuttgarter Pragfriedhof.

### Privatleben
Berger war ab dem 7. Oktober 1880 mit der aus dem niederländischen Voorburg stammenden Marie Josephine Uelses (1852–1898) verheiratet.

## Archivische Überlieferungen
Die militärische Personalakte von Rudolf von Berger befindet sich im Hauptstaatsarchiv Stuttgart unter Bestand M 430/2 Bü 129.

## Schriften
- Wochenzettel für die Ausbildung der zum Kriege einberufenen Mannschaften der Infanterie. Ausbildungszeit: 6 Wochen. Schickhardt & Ebner, Stuttgart 1914. (Digitalisat)